# 馬斯葛
馬斯葛集團有限公司，簡稱馬斯葛集團，以及馬斯葛（英語：MASCOTTE HOLDINGS LIMITED，港交所除牌前0136.HK），在1972年由當時家族創立名為「馬斯葛(香港)有限公司」。
業務除了生產和銷售袋類(非所列項目), 手提電話/傳呼機用套, 手提電腦袋, CD/MD袋, 數碼攝影機, 攝影機及望遠鏡用PVC及PU套, 眼鏡盒外，還在台灣經營生產和銷售太陽能多晶硅等產品、投資及證券買賣ˎ貸款融資和攝影器材配件製造。
主席Peter Temple WHITELAM，總裁為老元華。總部位於香港香港仔黃竹坑道28號保濟工業大廈1樓。
該股份在1997年9月25日於港交所主板上市。直至被恆大地產集團有限公司和騰訊控股有限公司以750,700,000港元，在2015年6月9日，收購該公司股份，其後在2015年10月26日，被恆騰網絡集團有限公司更名，並在2015年12月2日取代上市。

## 連結
- irasia.com/listco/hk/mascotte/ （页面存档备份，存于）
- mascotte.com （页面存档备份，存于）
- mascotte.net （页面存档备份，存于）